# Religiøs kunst
Religiøs kunst kan man tale om når menneskelige frembringelser, artefakter, er accepteret eller bestemt som kunst, og dernæst at denne kunst kan betegnes som religiøs i modsætning til profan, verdslig.

## Galleri
| - Religiøs kunst eller abstrakt udsmykning? - Venus fra Willendorf 20-25.000 f.Kr - Abstrakt udsmykning i Ribe Domkirke Carl-Henning Pedersen, 1980'erne |

## Eksterne henvisnnger
- Wikimedia Commons har flere filer relateret til Religiøs kunst
- Om Museet for Religiøs Kunst i Lemvig og om museet hos DSD, Den Store Danske
- Diskussion om religiøs kunst fra Metmuseum.org med mange billeder (4:34 min. : 'Medieval art curator Melanie Holcomb and drawings and prints curator George Goldner discuss the Museum's responsibilities when showing religious art'.)

| Religion | Spire Denne religionsartikel er en spire som bør udbygges. Du er velkommen til at hjælpe Wikipedia ved at udvide den. |

| Kunst | Spire Denne artikel om kunst er en spire som bør udbygges. Du er velkommen til at hjælpe Wikipedia ved at udvide den. |